# Франкофілія
Франкофілія (або галломанія) — позитивна схильність або інтерес по відношенню до самої Франції або її населення, культури, французької мови, літератури, історії, кухні тощо. Протилежністю франкофілії є франкофобія (або галлофобія) — неприязне ставлення до всього французького.
Франкофілія часто розповсюджена в колишніх французьких колоніях, де еліта розмовляє французькою і переймає багато французьких звичок. В інших європейських країнах, таких як Румунія, французька культура також давно популярна серед освічених класів.
Історично склалося так, що франкофілія була пов'язана з прихильниками філософії просвітництва під час і після Французької революції, коли демократичні повстання кидали виклик авторитарним режимам в Європі.

## У Європі

### Румунія
У Румунії є довга і глибоко вкорінена традиція франкофілії, започаткована після періодів просвітництва і революції. Найвідомішим румунським франкофілом сучасності був Юджин Вебер (1925—2007) — автор і викладач з французької історії. У своїй книзі «Моя Франція: політика, культура, міф» він пише: «Соціальні відносини, манери, погляди, про які інші повинні були дізнатися з книг, я прожив у своїх ранніх роках. Румунська франкофілія, румунська франкофонія… Багато румунів у мій час мріяли про Францію; не так багато туди потрапили».
З метою створити Румунію як сучасну національну державу з національною мовою та спадщиною, в XIX столітті румунську мову було свідомо переорієнтовано на латинську спадщину стійким імпортом французьких неологізмів. «Для звичайних румунів, захоплених ідеєю латинського коріння їхньої мови, „романський“ означало „французький“». Близько 39% румунського словника складається із запозичень з французької.
Боя пише: «Після повороту на шлях вестернізації румунська еліта кинулась в обійми Франції — великої латинської сестри на Заході. Коли ми говоримо про західну модель, то слід розуміти, що це насамперед французька модель, яка перебуває далеко попереду інших західних орієнтирів». Він цитує румунського політика Думітру Дрегіческу, який писав у 1907 році: «Коли країни Європи набудуть своїх остаточних кордонів, а їхнє соціальне життя стане більш продуманим та кристалізованим у точних межах цих кордонів, тоді їхні духовні досягнення наблизяться до французьких, а нематеріальна речовина їх душі набуде світної ясності, гладкості і блиску французького менталітету».
Серед румунських франкофілів також були Джордже Енеску, Константин Бринкуш, Еміль Чоран, Мірча Еліаде, Ежен Йонеско і лауреат Нобелівської премії миру Елі Візель.

### Росія
Російська франкофілія XVII—XIX століть яскраво відображена у «Війні і мирі» та «Анні Кареніній» Толстого, де його персонажі з російської аристократії розмовляють французькою і називають себе французькими іменами. У той час мовою дипломатії та вищої освіти в більшій частині Європи була французька, і «модернізована» та «вестернізована» Росія не була винятком із цього правила. Російська еліта початку XVII століття отримувала освіту у французькій традиції і робила свідомі зусилля, щоб наслідувати манерам Франції. Наступні декілька поколінь вже не «імітували» французькі звичаї, а виросли з ними. Сильний вплив французької культури на російський верхній і навіть середній клас був очевидним, хоча і в менших масштабах, ніж у XVII столітті, до революції 1917 року.

### Іспанія і Португалія
В Іспанії та Португалії виник термін «afrancesado» («що наслідує французам») на позначення прихильників ідей просвітництва, лібералізму або французької революції. Він також використовується для позначення прихильників французької окупації Іспанії та Першої французької імперії.

### Бельгія
У сучасній Бельгії франкофілами називають прихільників «прикріплення» — включення франкомовної Валлонії (а іноді і Брюсселя; рідше всієї Бельгії) до Франції. Цей рух виник відразу зі створенням бельгійської держави в 1830 році.

### Кіпр
Створенням хрестоноського Королівства Кіпр у 1192 році було покладено початок інтенсивному французькому впливу на острові протягом наступних трьох століть. Цей вплив, який торкнувся практично всіх аспектів життя на острові, залишився навіть після закінчення панування Лузіньянів і залишається донині як частина кіпрської культури. У зв'язку з цим у 2006 році Кіпр став асоційованим членом Франкофонії.

### Вірменія
У Середньовіччі вірмени Кілікії зустрічали французьких хрестоносців як братів-християн. Остання династія, яка правила вірменською Кілікією — Лузіньяни (які правили Кіпром) — була французького походження.
Під час правління Людовика XIV до Національної бібліотеки Франції потрапила велика кількість вірменських рукописів. Вірменія і вірменські персонажи зустрічаються в працях Монтеск'є, Вольтера і Руссо. Початком вивчення вірменської культури було створення вірменського відділу в Школі східних мов з ініціативи Наполеона.
Важливою фігурою вірменської франкофілії був Степан Восканян (1825—1901). Ймовірно, перший вірменський «інтелектуал» та літературний критик, Восканян «являє собою прототип довгого ряду представників вірменської інтелігенції, які виховувались і ототожнювались з європейською та особливо французькою культурою». Здобувши освіту у Парижі, він був прихільником лібералізму і позитивістської філософії Оґюста Конта, брав участь у Французькій революції 1848 року.
Французькі політичні класи в цілому повністю підтримували вірменський національний рух. За франко-вірменською угодою 1916 року у французькій армії був створений Вірменський легіон для боротьби на боці союзників Першої світової війни — в обмін на обіцянки про визнання незалежності Вірменії. Вірменський легіон успішно проявив себе в Анатолії та Палестині, особливо в битві при Арара, а потім під час франко-турецької війни.

## На Близькому Сході

### Іран
Як і у більшій частині західного світу та Близького Сходу в той час, франкофілія була дуже поширена в Ірані XIX столітті. Багато провідних іранських політиків і дипломатів XX століття також були виховані по-французьки або були завзятими франкофілами. Серед них засновник іранської розвідки Теймур Бахтіяр, прем'єр-міністр Ірану Амір-Аббас Ховейда, дипломат та розвідник Хассан Пакраван, генерал при останньому шаху Надер Джаханбані, дипломат Абдулла Ентезам-Салтана.
«І якщо була одна річ, характерна для шаха і старого режиму з ховейдами і табатабамі, то це була франкофілія, французька освіта, французька мова. Сам Шах навчався у Швейцарії. Французькі ліцеї процвітали в Тегерані. Шахбану сама була частиною франкофілії; рівень розвитку франкофілії в Ірані можна порівняти з її рівнем у дореволюційній Росії. Англія в іранських очах завжди була підозрілою, противником. Англія була країною Англо-іранської нафтової компанії. Але Франція пропонувала „удосконалену цивілізацію“ Шамфора».

### Османська імперія
Орієнталізм вперше виник у ранній новій Франції з Гійомом Постелем і посольством османського султана Сулеймана Пишного. Пізніше, коли Мехмед IV відправив посла Мютеферріку Сулеймана Агу до двору Людовика XIV в 1669 році, у Франції, а потім і в решті Західної Європи, виникло повальне захоплення всім турецьким, яке тривало до початку XIX століття.
Через франко-турецький альянс Османська імперія надала Франції особливі привілеї. Французький меркантилізм був захищений, французькі піддані були звільнені від податків і данини (які зазвичай сплачували християнські мешканці імперії), було вирішено, що французькі піддані не можуть прийматися в османське рабство, та французькі піддані отримали повну свободу віросповідання. Таким чином, Франція стала неофіційним захисником всіх католиків на Сході.
Наприкінці XVII і в XIX столітті в Анатолії та на Близькому Сході збільшився французький і британський колоніальний вплив, а французька мова і звичаї проникли в глиб османських освічених класів і аристократії; французька стала другою за використанням мовою, заможні турки посилали дітей до шкіл і університетів Франції, а західне просвітництво пов'язувалось з французькою культурою. В сучасній турецькій мові збереглося багато французьких запозичень, які були прийняті у той період — 5 350 турецьких слів (або одна восьма стандартного словника) мають французьке походження. Франкофілія досі обмежено існує в сучасній Туреччині. Поміж іншого, про франкофілію XIX і початку XX століття нагадує готель Pera Palace у Стамбулі.
Французька революція та ідеали свободи, рівності, братерства надихнули багато світських і прогресивних рухів в Османській Туреччині, у тому числі рух молодотурків, який створив Турецьку Республіку. Порушення Наполеоном старого франко-османського альянсу завоюванням османського Єгипту також мало свій ефект.

## У Новому Світі

### Канада
З моменту прийняття Канадської хартії прав і свобод та започаткування французького занурення в системі загальноосвітніх шкіл понад 25 років тому, у багатьох канадців з англійською спадщиною з'явилась велика повага до французької культури, яка є частиною канадської ідентичності. Англійська та французька мови є офіційними мовами Канади. Провінція Квебек має найбільше населення франкофонів у Канаді.

### США
Одним з найвідоміших американських франкофілів був Томас Джефферсон. Навіть у Епоху терору Джефферсон відмовився відректися революції, тому що був «переконаний, що долі двох республік нерозривно пов'язані між собою. Відступ від Франції підірве республіканізм в Америці». Говорячи про триваючі революції в Голландії і Франції, відставний держсекретар передбачав: «цей м'яч свободи, я вважаю, тепер настільки приведений в рух, що буде котитися навколо земної кулі, принаймні освіченої її частини, поширюючи світ і свободу. Ми можемо пишатися тим, що саме ми привели його в рух». Джефферсон часто підписував свої листи «Affectionately adieu» («Ласкаво прощавайте») і коментував в кінці життя: «Франція, вільна від цього монстра, Бонапарта, повинна знову стати найприємнішою країною на землі». У 1995 році про цей зв'язок нагадав фільм «Джефферсон в Парижі» Джеймса Айворі. «Стійкий франкофіл» Джефферсон і його однодумці характеризувалися своїми політичними супротивниками, федералістами, як «декадентні, нечестиві і аморальні франкофіли».
Бенджамін Франклін, який провів сім років як американський емісар у Франції, був також франкофілом.
Томас Пейн був ще одним батьком-засновником Америки, який також був франкофілом. Він дуже симпатизував як Французькій революції, так і Наполеонівським війнам.